# Yiannos Papantoniou

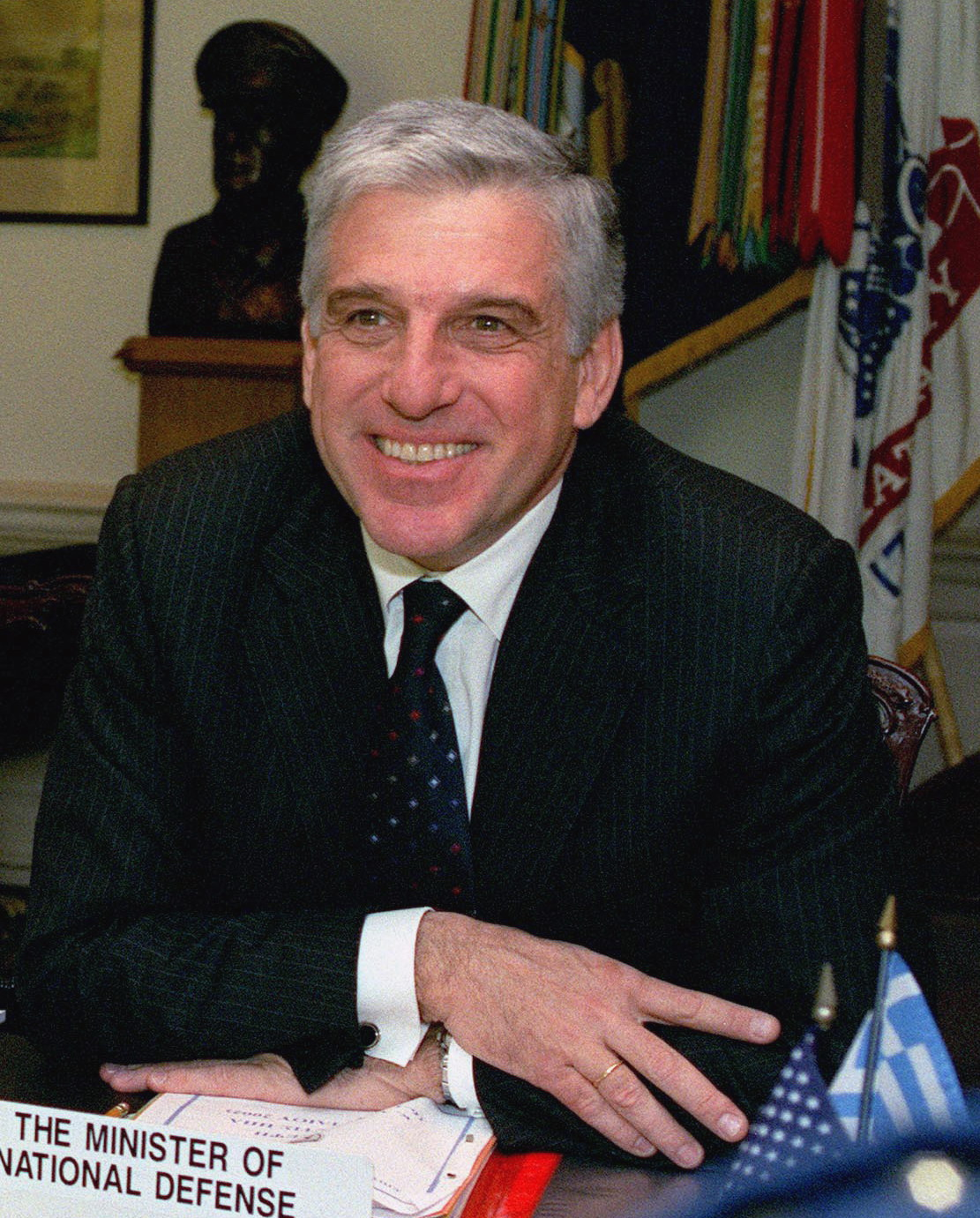
Yiannos Papantoniou.

Yiannos Papantoniou, em grego, Γιάννος Παπαντωνίου (27 de julho de 1949), é um político grego, membro do Parlamento Helénico e antigo ministro da Defesa Nacional e Ministro das Finanças e da Economia Nacional. 
No passado, Papantoniou foi ligado à ala pró-europeia do PASOK. É o principal arquiteto das reformas económicas da Grécia do final dos anos 90, que levaram à adoção do euro.
Seu relacionamento com o presidente do partido, Georgios Papandreou, sofreu desgaste em razão de divergências públicas sobre a política econômica.